# Grove Karl Gilbert
Grove Karl Gilbert (Rochester, 6 maggio 1843 – Jackson, 1º maggio 1918) è stato un geologo statunitense.

## Biografia
Si è laureato presso l'Università di Rochester. Dal 1874, e per un quinquennio, è stato assistente di John Wesley Powell, durante una spedizione scientifica nella regione delle Montagne Rocciose, dove avrebbe individuato l'origine geologica delle Henry Mountains. Nel 1879 è entrato nel Servizio geologico statunitense. Nel 1899, assieme a John Muir e ad altri scienziati, ha partecipato alla spedizione organizzata da Edward Harriman in Alaska.
Si è occupato, fra i primi, di geomorfologia. Con i suoi studi, fra i quali quello sul Lago Bonneville, un lago del pleistocene da cui sarebbe successivamente derivato il Grande Lago Salato, in ordine alla tipologia di delta fluviale, ha contribuito ad approfondire i caratteri dei fenomeni erosivi, con particolare riferimento alle teorie dell'epirogenesi (1866) e della rimozione del sovraccarico (1904). Nel 1906 ha studiato il terremoto di San Francisco, documentando il danneggiamento della faglia di Sant'Andrea.
Si è occupato anche di astronomia, rinvenendo nell'impatto dei meteoriti l'origine dei crateri lunari. Tuttavia, nel 1891, aveva invece cercato di dimostrare come il Meteor Crater in Arizona fosse, in realtà, il risultato non di quell'impatto, bensì di un'esplosione di vapori vulcanici. 
Vincitore della medaglia Wollaston, socio dell'Accademia dei Lincei, Gilbert è stato l'unico geologo a rivestire per due volte, nel 1892 e 1909, la carica di presidente della Società Geologica d'America. Portano il suo nome due crateri: uno sulla Luna e uno su Marte.